# AC97
AC'97 (скорочено від англ. Audio codec '97 ) -  стандарт для аудіокодеків, розроблений підрозділом Intel Architecture Labs компанії Intel в 1997 р. Цей стандарт використовується в основному в системних платах, модемах, звукових картах. AC'97 підтримує частоту дискретизації 96 кГц при використанні 20-розрядного стерео  та 48 кГц при використанні 20-розрядного стерео для багатоканального запису і відтворення.
AC'97 складається з вбудованого в південний міст чипсета хост-контролера і розташованого на платі аудіокодека. Хост-контролер (він же цифровий контролер, DC'97 ; англ. Digit controller) відповідає за обмін цифровими даними між системною шиною і аналоговим кодеком. Аналоговий кодек - це невеликий чип ( 4 × 4 мм , корпус TSOP , 48 виводів), який здійснює аналогоцифрове і цифроаналогове перетворення в режимі програмної передачі або по DMA. Складається з вузла , який безпосередньо виконує перетворення - АЦП/ЦАП. Від якості застосовуваного АЦП/ЦАП багато в чому залежить якість оцифровки і декодування цифрового звуку.

## Райзер-карти
I/O Controller Hub включав в себе цифровий контролер, відповідний специфікації AC'97.
Цей контролер дозволяв використовувати програмні і звуковий модемний кодеки (всього не більше двох пристроїв). Пристрої з'єднуються з іншими компонентами комп'ютера і з самим контролером за допомогою високошвидкісної послідовної двобічної цифрової шини AC-Link. Інтерфейс AC-Link дозволяє працювати з 12 вхідними та вихідними потоками даних з розрядністю 20 біт і частотою дискретизації 48 кГц.
Таким чином, виробники системних плат могли встановлювати на свої плати  звуковий або модемний ЦАП/АЦП, і практично безкоштовно отримувати при цьому звукову карту або модем (правда, повністю програмні). Зі звуковими картами все досить просто - звукові колонки різних виробників принципово однакові і мають однаковий роз'єм для підключення до звукової плати, тому на багатьох системних платах вже є інтегрована звукова плата, що працює через контролер AC'97. Але з модемами  трохи інакше. Стандарти телефонних ліній в різних країнах можуть помітно відрізнятися. Тому на материнських платах ставився 46-контактний слот AMR, що нагадує за зовнішнім виглядом укорочений вдвічі слот PCI, який по суті є роз'ємом шини AC-Link. У слот AMR можуть встановлюватися пристрої, що відповідають специфікації AC-Link (це може бути як модемна, так і поєднана аудіо/модемна райзер-карта). Райзер-карта) - це плата, зібрана по вищезгаданій технології (наприклад, плата AMR-модему).

## HD Audio
HD Audio (від англ. High Definition Audio - звук високої чіткості) є еволюційним продовженням специфікації AC'97 , запропонованим компанією Intel в 2004 році, що забезпечує відтворення більшої кількості каналів з більш високою якістю звуку, ніж при використанні інтегрованих аудіокодеків AC'97. Апаратні засоби, засновані на HD Audio, підтримують 24-розрядну якість звучання (до 192 кГц в стереорежимі, до 96 кГц в багатоканальному режимах - до 8 каналів).
Формфактор кодеків і передачі інформації між їх елементами залишився колишнім. Змінилося тільки якість мікросхем і підхід до обробки звуку.